# Karel Havlíček (malíř)
Karel Havlíček (31. prosince 1907 Berlín – 25. prosince 1988 Kadaň) byl český výtvarník a jeden z nejvýznamnějších středoevropských představitelů uměleckého směru Art Brut ve 20. století.

## Život
Karel Havlíček se narodil 31. prosince 1907 v Berlíně do umělecké rodiny. Jeho otec Karel Havlíček (1876-1951) byl scénografem v berlínském "Staatstheater". Zde navštěvoval základní školu a reálné gymnázium. Roku 1923 přesídlil s rodiči do Prahy, kde odmaturoval a začal studovat na Právnické fakultě Německé univerzity, kterou úspěšně dokončil v roce 1934 a byl promován doktorem práv (JUDr.). Po absolvování povinné vojenské služby v letech 1934-1936 působil jako právník a policejní úředník ve státní službě, a sice ve městech Děčín-Podmokly, Praha, České Budějovice, Kadaň a Plzeň. Za německého protektorátu působil v Praze a Českých Budějovicích, kde ho zastihl konec války.
Jeho první díla začala vznikat na sklonku podzimu 1945, kdy se rozhodl, že svůj život zasvětí umění, konkrétně kresbě. V únoru 1946 byl přeložen do Kadaně, aby vedl zdejší okresní policejní úřad, resp. Sbor národní bezpečnosti. 30. dubna 1947 uzavřel v Kadani sňatek s Jarmilou Rosovou, z kterého se pak narodily dcery Jarmila a Karola a syn Karel. Hned po komunistickém převratu v únoru 1948 byl pro své názory zbaven funkce policejního ředitele a odsunut do role obyčejného úředníka. O několik měsíců později je přeložen do Plzně. Vlivem nepřátelské atmosféry tehdejšího komunistického režimu se rozhodl opustit své dosavadní zaměstnání ve státních službách a vzdal se své právnické a policejní kariéry.
Během svého pobytu v Plzni v létě 1948 navštívil prof. Jindřicha Čadíka, ředitele tamějšího Uměleckoprůmyslového muzea, a přes něj se dostal ke Karlu Teigemu, který se ujal Havlíčkova uměleckého debutu – příprav jeho první (neuskutečněné) výstavy. V letech 1948-1951 byl Karel Havlíček s Teigem v čilém osobním i písemném kontaktu. Pokusy o uspořádání výstavy byly ovšem marné. Na jaře 1949 přijal místo designera ve výtvarném oddělení Thunské porcelánky v Klášterci nad Ohří, což vedlo k tomu, že se natrvalo usadil v Kadani. Po dalších neúspěšných snahách o veřejnou uměleckou kariéru se Havlíček zaměřuje na svou práci pro porcelánku v Klášterci. Během let 1949-1955 byl v Kadani dvakrát vyslýchán příslušníky tajné komunistické policie, dokonce byl na něj nasazen agent-provokatér. Jeho kolegy v porcelánce byli Václav Křížek a Jaroslav Ježek. V Kadani pak přišel do styku s Josefem Hvozdenským, malířem a medailérem, Janem Nepomukem Štikarem, perzekvovaným františkánem a vzdělancem, a také s režimem marginalizovaným hudebním skladatelem Klementem Slavickým. V roce 1955 bylo umělecké oddělení klášterecké porcelánky zrušeno a Karel Havlíček skončil jako pomocný dělník u cihelných pecí v Kadaňských keramických závodech.
Přátelské kontakty udržoval Karel Havlíček s básníkem Zbyňkem Havlíčkem, literárním teoretikem a surrealistou Vratislavem Effenbergerem a také se sexuologem Ivo Pondělíčkem. Svou první samostatnou výstavu měl Havlíček v roce 1963 v pražském Mánesu. O propagaci Havlíčkova díla v zahraničí se zasloužil častý lázeňský host v Karlových Varech a Havlíčkův přítel MUDr. Gotthard Schwinge, díky němuž se Havlíčkovy výstavy konaly například i ve Vídni, Kolíně nad Rýnem či Duisburgu. Havlíčkova první výstava v zahraničí proběhla v tehdejší západním Německu ve městě Frechen v roce 1978. Karel Havlíček zemřel 25. prosince 1988 ve svém domě v Kadani v tehdejší Kazačokově ulici, která od 1. ledna 2006 nese Havlíčkovo jméno. Ve stejném roce byla v Kadani otevřena také Galerie Karla Havlíčka se stálou expozicí jeho děl. V roce 2013 byla v Kadani odhalena Karlu Havlíčkovi pamětní deska.

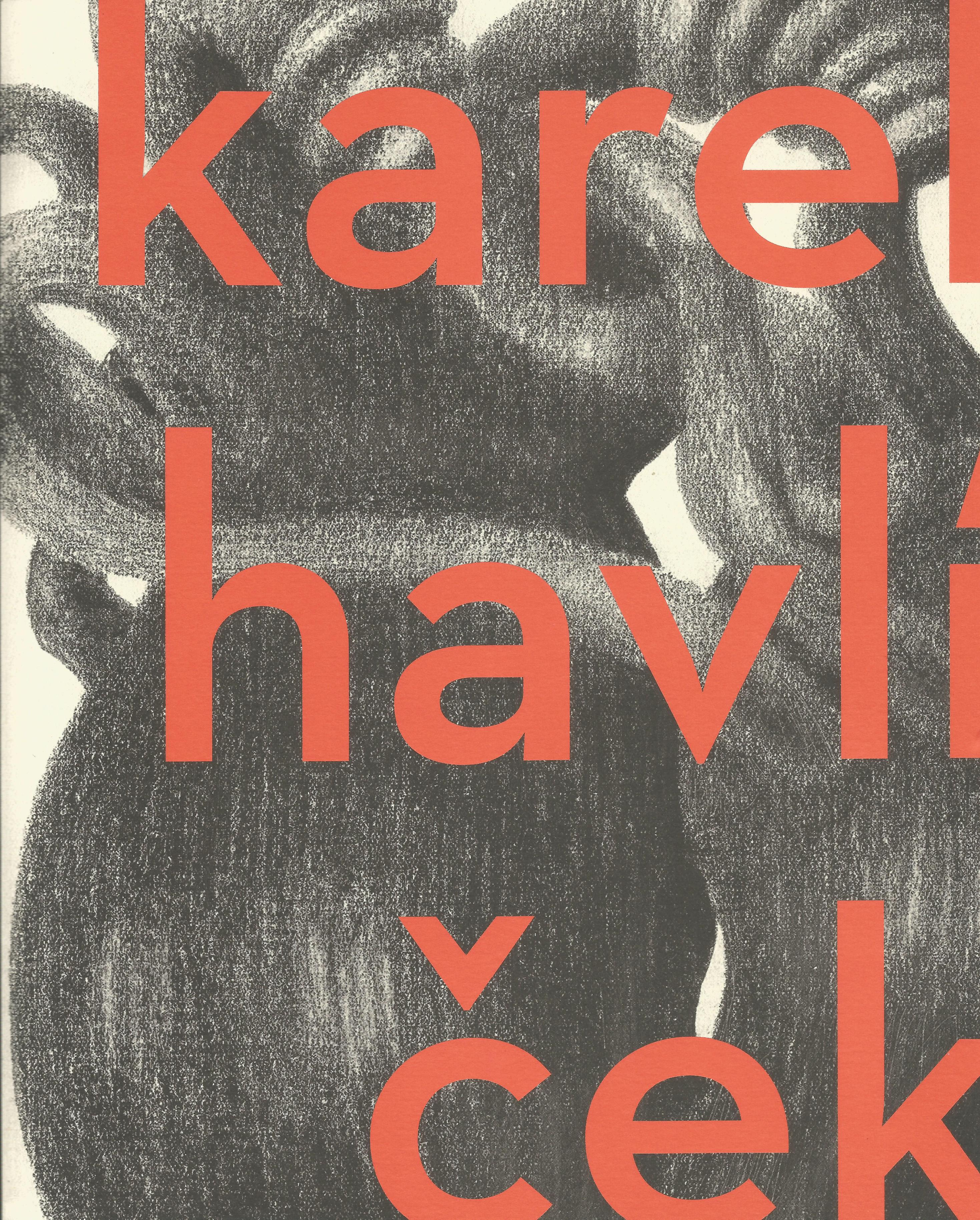
obálka knihy - Karel Havlíček - Gigantomachie (2012)